# Eutelsat 2F1
Eutelsat II F1 – satelita telekomunikacyjny, którego operatorem był Eutelsat. Pracował w latach 1990–1998 na 13. stopniu długości geograficznej wschodniej, na orbicie geostacjonarnej. Wyniesiony za pomocą rakiety Ariane 4 w dniu 30 sierpnia 1990 roku. Po serii testów i dotarciu na pozycję 13°E rozpoczął pracę 24 września 1990 roku.
Zbudowany przez konsorcjum Aérospatiale w oparciu o model Spacebus-2000, posiadał 16 (oraz 8 zapasowych) transponderów pasma Ku.
Satelita wykorzystywany był do regularnego przekazu stacji telewizyjnych i radiowych, w większości w technice analogowej, w formacie PAL, prowadzonego za pomocą dwóch wiązek sygnału (superszeroka i wąska), pokrywającego obszar praktycznie całej Europy.

Od 1995 roku pracował na pozycji 13°E z nowocześniejszym  satelitą Eutelsat II F6X (Hot Bird 1).

W listopadzie 1998 roku zastąpiony został przez satelitę Hot Bird 5 i przesunięty na pozycję 36°E, gdzie pozostawał wraz z satelitą TDF2 do stycznia 1999 roku, a następnie przesunięty dalej w kierunku wschodnim na pozycję 48°E, gdzie pracował do listopada 2002 roku.
W październiku 2003 roku satelita Eutelsat II F1 zakończył swoją misję (minął okres zaplanowanej żywotności), został wyłączony i przesunięty poza orbitę geostacjonarną na tzw. orbitę cmentarną.